# Couma
Couma es un género de plantas con flores con cinco especies  perteneciente a la familia Apocynaceae. Es originario de los trópicos de Centroamérica y Sudamérica.

## Descripción
Son arbustos o árboles que alcanzan un tamaño de hasta 35 m de altura, con látex blanco espeso. Tallos jóvenes angulares con cicatrices foliares prominentes, volviéndose teretes con la edad; líneas o crestas interpeciolares conspicuas. Hojas en verticilos de 3 o 4 (o 5), submembranáceas a coriáceas, glabras o pelosas, los márgenes enteros y con frecuencia revolutos; nervaduras secundarias unidas cerca del margen en una serie de curvas; pecíolos con una glándula gruesa pateniforme en la axila foliar. Inflorescencias axilares y usualmente desarrollándose simultáneamente con las yemas vegetativas terminales, cimosas, con pocas flores o multifloras; pedúnculos la mayoría alargados; brácteas pequeñas. Flores corta a largamente pediceladas; bractéolas ovadas, cerca de la mitad del pedicelo; cáliz persistente o caduco, los lobos usualmente 5, ovados, basalmente carentes de glándulas por dentro; corola hipocraterimorfa, blanca, color crema o rosado rojiza, los lobos sinistrorsamente convolutos en el botón, reflexos en la antesis; estambres insertados en tubo de la corola o por encima de éste, las anteras lanceoladas, subsésiles; ovario sincárpico, semiínfero, glabro, el ápice redondeado, el estilo terete con una cabezuelaestigmática ligeramente engrosada. Frutos en bayas comestibles con numerosas semillas, globosos o subglobosos; pericarpo grueso, coriáceo, con la superficie lisa; semillas embebidas en la pulpa, la superficie lisa.

## Taxonomía
El género fue descrito por Jean Baptiste Christophore Fusée Aublet y publicado en Histoire des Plantes de la Guiane Françoise 2(Suppl.): 39, t. 392. 1775.

## Especies
- Couma catingae
- Couma guianensis
- Couma macrocarpa
- Couma rigida
- Couma utilis